# Мурари Гупта
Мура́ри Гу́пта (IAST: Murāri Gupta) — бенгальский кришнаитский святой и поэт, живший в конце XV — первой половине XVI века в Бенгалии. Ученик Чандрашекхары Ачарьи. В детские годы был близким спутником Чайтаньи, учился вместе с ним в санскритской школе Гангадасы Пандита. Получил известность как автор агиографического текста о жизни Чайтаньи под названием «Кришна-чайтанья-чаритамрита». Единственный кришнаитский агиограф, который был близко знаком с Чайтаньей. Кришнаиты считают Мурари воплощением Ханумана.
Мурари родился в Силхете, в династии аюрведических лекарей и практиковал врачевание. Описывается, что его методы лечения были уникальными, потому что «он излечивал не только от физических недугов, но и от болезни материального существования». Мурари написал первую биографическую работу на санскрите о Чайтанье под названием «Чайтанья-чарита-махакавья».
Мурари поддерживал близкие дружеские отношения с Чайтаньей. Во время вечерних встреч в доме Шриваса Тхакура Мурари мелодично читал для Чайтаньи «Бхагавата-пурану». Он также замечательно пел и танцевал. Мурари принял участие во всех лилах Чайтаньи в Надии.
Будучи старше Чайтаньи по возрасту, он, тем не менее, часто проигрывал в дискуссиях с ним. Однажды, одна из таких дискуссий переросла в драку. Потасовка продолжилась в Ганге. Чайтанья и Мурари подняли со дна так много ила, что женщины не могли набрать в кувшины воды, а брахманы не могли совершить омовения.
Однажды Чайтанья предстал перед Мурари как Рама в сопровождении Джанаки, Лакшмана и множества обезьян, возносивших гимны и молитвы. Увидев среди обезьян свою изначальную форму Ханумана, Мурари потерял сознание от духовного блаженства. В Катве, когда Чайтанья принимал санньясу, Мурари плакал как ребёнок, а когда Чайтанья переехал в Пури, Мурари вместе со своей женой каждый год приезжали к нему.
Однажды Чайтанья решил проверить, насколько крепко Мурари был привязан к Раме. Чайтанья заговорил с Мурари о высшей сладостности и возвышенном положении Кришны. Чайтанья призвал Мурари поклоняться Кришне и принять Его прибежище, утверждая, что ничто иное, кроме служения Кришне, не принесёт удовлетворения. Хотя Мурари и испытывал некоторую склонность к служению Кришне, мысль прекратить поклонение Раме привела его в уныние. Той же ночью он обратился к Раме с мольбой забрать его жизнь. Он просил об этом, ибо не мог прекратить служения Раме, но в то же самое время не мог отвергнуть указание Чайтаньи. Проплакав всю ночь, Мурари вернулся к Чайтанье за советом. Чайтанья ответил, что Мурари был настолько сосредоточен на своём поклонении, что ничто не смогло вынудить его сойти с избранного пути. Чайтанья объявил, что именно такое настроение любви и привязанности к Богу должен исповедовать Его слуга. Прославив Мурари, Чайтанья заявил, что Мурари был воплощением Ханумана и посему ему незачем было оставлять поклонение Раме.
В области 64 самадхи во Вриндаване расположен пушпа-самадхи Мурари Гупты.